# Mavis Batey
Mavis Batey   (Dulwich, 5 de maig de 1921 - Petworth, 12 de novembre de 2013) va ser una criptoanalista britànica durant la Segona Guerra Mundial. La seva feina a Bletchley Park interceptant missatges i desxifrant-ne el codi va ser clau per a l'èxit del Dia-D. Després de la Guerra va treballar com a historiadora de jardins i activista per la conservació de parcs històrics.

## Primers anys
Va néixer el 5 de maig de 1921 a Dulwich, filla d'una modista i d'un treballador del servei postal. Va créixer a Norbury, al sud-est de Londres, i va anar l'escola per a nenes Coloma Convent, a Croydon. Quan va començar la guerra, estava estudiant alemany al University College de Londres, especialitzant-se en els romàntics alemanys.

## Bletchley Park
Inicialment va ser assignada per la secció de Londres per buscar missatges codificats d'espies al diari The Times i al 1940 va ser reclutada per treballar com a criptoanalista a Bletchley Park. Va ser assistent de Dilly Knox, i va estar molt involucrada en el desxiframent abans de la batalla de Matapan. Segons el Daily Telegraph, es va familiaritzar tant amb l'estil dels operadors enemics que va poder determinar que dos d'ells tenien una promesa anomenada Rosa; Batey havia desenvolupat una tècnica d’èxit que es podia utilitzar en altres llocs.
El desembre de 1941 va interceptar un missatge entre Belgrad i Berlín que va permetre a l'equip de Knox la configuració de la Màquina Enigma usada per la Abwehr, cosa que es considerava impossible fins al moment.
Mentre treballava a Bletchley Park va conèixer Keith Batey, un matemàtic i company d'equip amb qui es va casar el 1942.

## Vida posterior
Després de 1945 va entrar a treballar al servei diplomàtic, etapa en què va criar tres fills. Va publicar llibres sobre història de jardins i algun relatiu a Bletchley Park. Va ser presidenta de la Garden HIstory Society.
Va ser guardonada amb la medalla Veith Memorial el 1985 i va ser nomenada membre de l'Ordre de l'Imperi Britànic l'any 1987, en tots dos casos per la seva feina en la preservació i conservació de jardins.
Va morir el 12 de novembre de 2013.

## Publicacions
- —— (1980). Alice's Adventures in Oxford. Pitkin Pictorials. ISBN 978-0853722953.
- —— (1982). Oxford Gardens: The University's Influence on Garden History.
- —— (1983). Nuneham Courtenay: An Oxfordshire 18th-century Deserted Village.
- —— (1984). Reader's Digest Guide to Creative Gardening.
- —— (1988). Jacques, David; van der Horst, Arend Jan, eds. The Gardens of William and Mary. London: Christopher Helm. ISBN 0747016089.
- —— (1989). The Historic Gardens of Oxford & Cambridge.
- ——; amb David Lambert (1990). The English Garden Tour: A View Into the Past. John Murray. ISBN 978-0719547751.
- —— (1991). Horace Walpole as Modern Garden Historian.
- —— (1995). Regency Gardens. Shire Books. ISBN 978-0747802891.
- —— (1995). Story of the Privy Garden at Hampton Court.
- —— (1996). Jane Austen and the English Landscape.
- —— (1998). The World of Alice.
- —— (1999). Alexander Pope: Poetry and Landscape. Barn Elms. ISBN 978-1-89953-105-9.
- —— (2008). From Bletchley with Love. Bletchley Park Trust. ISBN 978-1-906723-04-0.
- —— (2009). Dilly: The Man Who Broke Enigmas. Dialogue. ISBN 978-1-90644-701-4.
- —— (2017). "Breaking machines with a pencil (chapter 11)". In Copeland, Jack; et al. The Turing Guide. Oxford University Press. pp. 97–107. ISBN 978-0-19-874783-3.